# Museo archeologico di Casteggio
Il museo archeologico di Casteggio e dell'Oltrepò Pavese è un museo archeologico con sede a Casteggio, in provincia di Pavia.

## Storia
La data di fondazione del Civico Museo Archeologico di Casteggio e dell’Oltrepò Pavese risale al  1974, per volontà dell’Amministrazione Comunale e col contributo di un gruppo di appassionati della zona.
Dopo il restauro del palazzo Certosa di Cantù, da parte del comune nel 1999, ha ampliato le sue esposizioni.
Vi si trovano esposti i reperti provenienti dagli scavi condotti a Casteggio e nel territorio dell’Oltrepò Pavese, dando documentazione della sua storia dal periodo Neolitico (IV millennio a.C.) all’età rinascimentale.

## Piano terra
A piano terreno si trovano due sale dedicate all'epoca romana: la sala del dolio e quella dedicata alle epigrafi e alle sepolture.

## Primo piano

### Paleontologia
Questa sala contiene fossili di animali e vegetali, tra cui denti di squalo attribuibili a esemplari di Carcharocles megalodon, rinvenuti nelle arenarie del monte Vallassa, risalenti al Miocene Superiore e i fossili dei grandi mammiferi vissuti nella Pianura Padana durante il Quaternario. Per la parte vegetale si possono vedere i legni silicizzati provenienti dalle ghiaie del fiume Po e la flora fossilizzata rinvenuta a Portalbera.

### Preistoria
La sala ospita utensili in pietra, manufatti ceramici e oggetti metallici (tra cui una rara testina celtica in bronzo), reperti che vanno dal Neolitico all’Età del Rame, del Bronzo e del Ferro.

### Epoca Romana
I reperti testimoniano la nascita dell’antica Clastidium con le necropoli, quella casteggiana dell’Area Pleba e nella seconda parte quelle degli antichi insediamenti sparsi sul territorio.

### Epoca Tardoantica
Di particolare rilevanza la vetrina che ospita i reperti di alcune sepolture longobarde rinvenute a Salice Terme e Rivanazzano Terme.

### Medioevo e Rinascimento
Vi si trovano i reperti di una fornace rinvenuta nel centro di Voghera e i vetri rinvenuti durante uno scavo effettuato a Stradella.

### Collezionismo
L’ultima sezione del primo piano ospita materiali eterogenei, privi del contesto di rinvenimento, donati da privati collezionisti.